# Bianco di Pitigliano superiore
Il Bianco di Pitigliano superiore è un vino DOC la cui produzione è consentita nel territorio dei comuni di Pitigliano e Sorano e in parte della provincia di Grosseto.

## Caratteristiche organolettiche
- colore: paglierino con riflessi verdolini.
- odore: delicato.
- sapore: asciutto, vivace, neutro, con fondo leggermente amarognolo, di medio corpo, morbido.

## Produzione
Provincia, stagione, volume in ettolitri
- nessun dato disponibile